# Aliança Nacional (Estados Unidos)
A Aliança Nacional foi uma organização política supremacista branca e neonazista fundada por William Luther Pierce em 1974 e sediada em Hillsboro, Virgínia Ocidental. Em 2002, a organização tinha cerca de 2 500 membros e receitas anuais de um milhão de dólares. O número de filiados caiu após a morte de Pierce em 2002 e depois de uma cisão em 2005, o grupo mal estava funcionando.